# Théodore Ypsilántis
Theódoros Ypsilántis (en grec moderne : Θεόδωρος Υψηλάντης, né en 1881 à Vienne en Autriche et décédé en février 1943 à Athènes) est un homme politique grec, membre de la famille Ypsilántis, fondateur de l'Union des fascistes grecs.

## Famille
Théodore Ypsilántis est le fils du prince Gregoire Ypsilántis (1835-1886) et de son épouse Hélène Sina. Par son père, il est donc l'arrière petit-fils de l'hospodar de Roumanie Constantin Ypsilántis (1760-1816) tandis que, par sa mère, il a pour grand-père l'homme d'affaires Simon Sina (1810-1876).
Il épouse María Miltiádou Levídis, mais leur union reste stérile.

## Biographie
Longtemps maréchal du palais du roi Constantin Ier de Grèce, Théodore Ypsilántis participe à l'arrestation violente d'Emmanuel Benákis, au moment des Vêpres grecques. Cela lui vaut ensuite d'être jugé pour tentative d'assassinat par un tribunal militaire, qui l'acquitte finalement.
Durant l'entre-deux-guerres, Théodore Ypsilántis fonde l'Union des fascistes grecs.